# فرانسيس نيانغويسو
فرانسيس نيانغويسو (بالإنجليزية: Francis Nyangweso) (29 سبتمبر 1939 – 15 فبراير 2011) هو ملاكم أوغندي راحل، مثّل بلاده في الألعاب الأولمبية الصيفية 1960.

## روابط خارجية
فرانسيس نيانغويسو على موقع بوكس ريك (الإنجليزية) (registration required)
- فرانسيس نيانغويسو على موقع اللجنة الأولمبية الدولية (الإنجليزية)
- فرانسيس نيانغويسو على موقع أوليمبيديا (الإنجليزية)
- فرانسيس نيانغويسو على موقع اتحاد ألعاب الكومنولث (مؤرشف) (الإنجليزية)
- فرانسيس نيانغويسو على موقع اتحاد ألعاب الكومنولث (مؤرشف) (الإنجليزية)